# گریدلی (کالیفرنیا)
گریدلی (به انگلیسی: Gridley) شهری در شهرستان بوت ایالت کالیفرنیا است که در سرشماری سال ۲۰۱۰ میلادی، ۶۵۸۴ نفر جمعیت داشته است.